# Patent

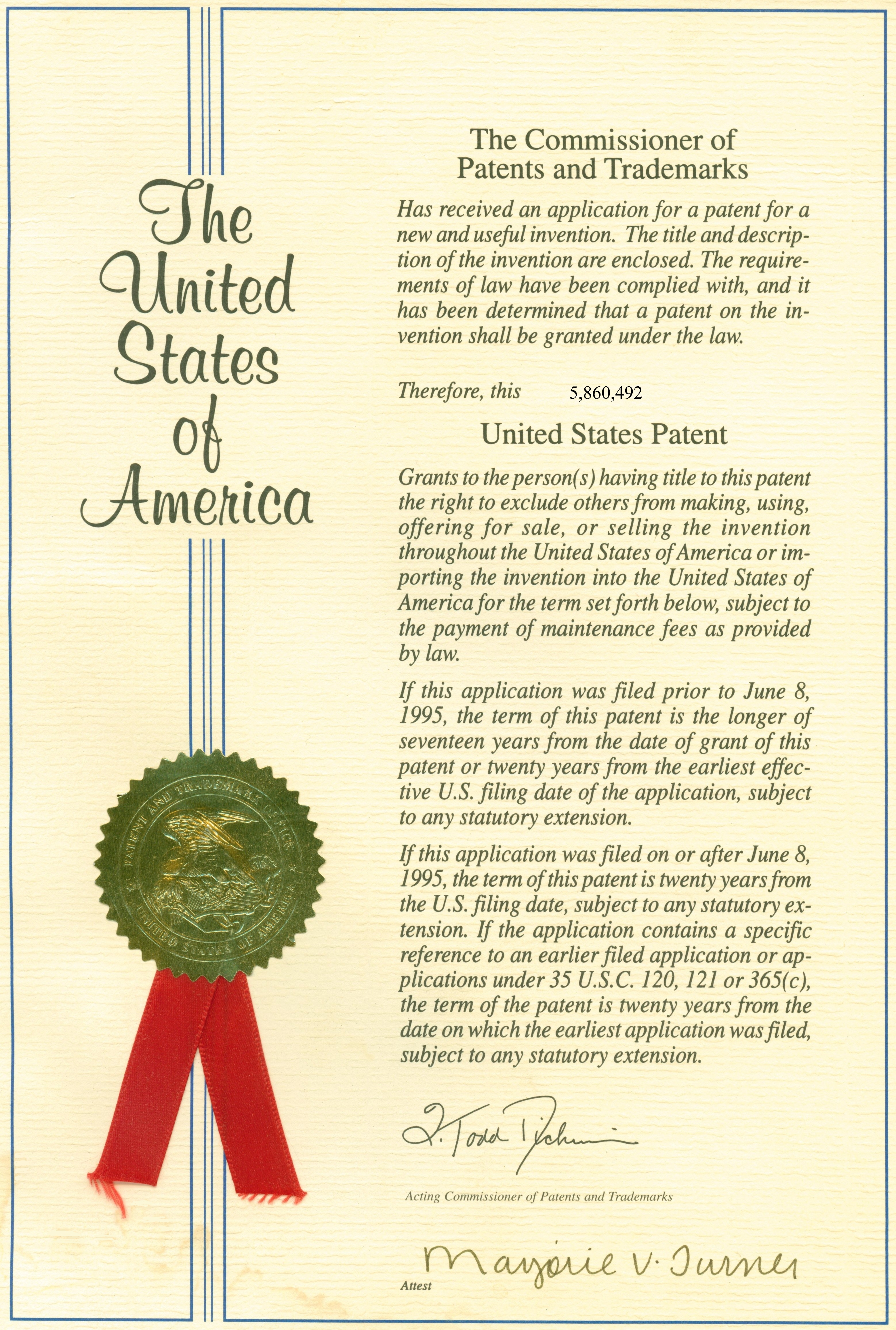
Amerykański dokument patentowy

Patent (łac. patens, dopełniacz patentis, otwarty, jawny, od patēre, być otwartym, widocznym, dostępnym) – ograniczone w czasie prawa właściciela rozwiązania technicznego do wyłącznego korzystania z wynalazku lub wynalazków będących przedmiotem patentu w celach zawodowych lub zarobkowych na terenie państwa, które decyzją administracyjną patentu udzieliło, pod warunkiem wniesienia opłat za co najmniej pierwszy okres ochrony (tzw. ochrony patentowej) od daty zgłoszenia.
Przyznanie patentu nie oznacza automatycznie przyznania prawa do korzystania z opatentowanego wynalazku. Może to wynikać z obowiązujących w danym kraju innych regulacji prawnych lub z tego, że urzeczywistnienie wynalazku pociąga za sobą naruszenie innych patentów. Na przykład posiadacz patentu na konstrukcję broni niekoniecznie będzie miał prawo taką broń wytworzyć, a posiadacz patentu na nową konstrukcję opon może mieć problem z patentami na zastosowanie konkretnego składu gumy do opon, opatentowanego przez inną osobę.
Okres, na jaki powinna być przyznawana ochrona patentowa, jest przedmiotem sporów wśród ekonomistów. 

## Uzyskanie patentu
Patenty, zarówno te krajowe, jak i międzynarodowe, udzielane są na wynalazki:
- nowe – niebędące częścią stanu techniki,
- posiadające poziom wynalazczy – niewynikające w sposób oczywisty ze stanu techniki,
- nadające się do przemysłowego stosowania – użyteczne w działalności przemysłowej.

Wynalazki mogą być związane z wytworem materialnym, który jest ukształtowany przestrzennie i zdalny do wykorzystania. Jego cechy powinny zostać określone za pomocą elementów technicznych odnoszących się do jego budowy lub składu, a także sposobu technicznego oddziaływania na materię.
Wynalazkiem nie są:
- odkrycia oraz teorie naukowe,
- plany dotyczące działalności umysłowej,
- wytwory estetyczne bądź niemożliwe do wykorzystania przemysłowego.

Zgodnie z art. 28 polskiej ustawy Prawo własności przemysłowej za wynalazki nie uważa się w szczególności:
1. odkryć, teorii naukowych i metod matematycznych,
2. wytworów o charakterze jedynie estetycznym,
3. schematów, zasad i metod przeprowadzania procesów myślowych, rozgrywania gier lub prowadzenia działalności gospodarczej,
4. wytworów lub sposobów, których (a) możliwość wykorzystania nie może być wykazana lub (b) wykorzystanie nie przyniesie rezultatu spodziewanego przez zgłaszającego
– w świetle powszechnie przyjętych i uznanych zasad nauki,
5. programów komputerowych oraz
6. przedstawienia informacji.

Przedmiotów lub działalności, o których mowa w punktach od 1 do 3, 5 i 6 powyżej, nie uważa się za wynalazki, o ile zgłoszenie dotyczy tych przedmiotów lub działalności jako takich.
Zgłoszenie wynalazku, czy to poprzez podmiot ubiegający się o patent, czy też z rąk jego pełnomocnika, Rzecznika Patentowego, podlega weryfikacji Urzędu Patentowego. Po przyjęciu zgłoszenia oraz zbadaniu wynalazku, zgłaszający nabywa prawo wyłącznego korzystania z wynalazku na okres 20 lat.
W Polsce, proces przyznawania patentu w ramach obowiązującego systemu badawczego trwa średnio około 3 lat. Dla porównania, czas potrzebny na rejestrację znaku towarowego wynosi zazwyczaj 6 miesięcy, podczas gdy rejestracja wzoru wspólnotowego może zostać zakończona w ciągu 14 dni.

## Aspekty prawne zastrzeżeń patentowych
Zastrzeżenia patentowe, wyznaczając zakres przedmiotowy patentu, umożliwiają prawne ściganie osób, które wykorzystują wynalazek bez zgody właściciela praw patentowych w zakładanym czasie. Odpowiednio: dla wzoru użytkowego udzielane jest prawo ochronne potwierdzane świadectwem ochronnym.
Ochrona patentowa i warunki, na jakich udzielane są patenty są we wszystkich państwach podobne. W Polsce patenty udzielane są przez Urząd Patentowy Rzeczypospolitej Polskiej, a od przystąpienia Polski do Europejskiej Organizacji Patentowej (1 marca 2004) również przez Europejski Urząd Patentowy, jeżeli w zgłoszeniu patentu europejskiego wskazana została Polska.
Patent jest ważny tylko w państwie, w którym zgłoszono wynalazek do ochrony. Patent jest ważny pod warunkiem terminowego uiszczania odpowiednich opłat okresowych, których wysokość rośnie zwykle wykładniczo z czasem. W Polsce patent jest ważny maksymalnie przez 20 lat od daty zgłoszenia wynalazku, po czym wygasa, a wynalazek przechodzi do tzw. domeny publicznej. Zbiór patentów na ten sam wynalazek udzielonych przez różne urzędy patentowe tworzy tzw. rodzinę patentów analogów.

### Ograniczenia ochrony patentowej
Uprawniony z patentu nie może zabronić:
- korzystania z wynalazku, który przejściowo znajduje się w kraju ochrony (tzw. przywilej komunikacyjny),
- korzystania z wynalazku z uwagi na ważny interes państwowy (za wynagrodzeniem),
- korzystania z wynalazku dla celów badawczych i doświadczalnych,
- wykonania leku (który stanowi wynalazek) w aptece na podstawie recepty,
- korzystania z wynalazku osobie, która w dobrej wierze korzystała z wynalazku, w dacie jego pierwszeństwa – może ona z niego nadal bezpłatnie korzystać w swoim przedsiębiorstwie w tym samym zakresie, w jakim korzystała do tej pory (tzw. prawo uprzednio używającego),
- korzystania z wynalazku we własnym zakresie (w celach niezarobkowych).

### Dokument patentowy
Zgłoszenie wynalazku do opatentowania publikowane jest przez urząd patentowy po upływie 18 miesięcy od daty pierwszeństwa do uzyskania patentu (a więc od pierwszego zgłoszenia tego wynalazku w jednym z urzędów patentowych), przy czym na wniosek zgłaszającego publikacja następuje wcześniej. Dokument patentowy zawiera następujące elementy:
- stronę tytułową – zawiera dane bibliograficzne i skrót opisu,
- opis wynalazku i rysunek (jeżeli jest konieczny) – przedstawia szczegółowo wynalazek wraz z przykładami jego wykonania i stanowi wykładnię dla zastrzeżeń patentowych,
- zastrzeżenia patentowe – określają zakres ochrony patentowej.

Po przyznaniu patentu zostaje on wpisany do (jawnego) rejestru patentowego prowadzonego przez urząd patentowy.

## Patenty polskie
Od lat 90. spadła liczba zgłaszanych wynalazków krajowych, jak i udzielanych patentów. W 1990 zgłoszono 4105 wynalazków i przyznano 3242 patenty, natomiast w 2003 zgłoszono już tylko 2268 wynalazków i udzielono 613 patentów.
Wzrosła za to liczba polskich wynalazków zgłaszanych za granicą. W 1995 zgłoszono poza granicami kraju 903 wynalazki i uzyskano 65 patentów, w 2001 zgłoszono 6969 wynalazków i uzyskano 116 patentów. W znacznej mierze wiązało się to z przystąpieniem Polski do Konwencji o udzielaniu patentów europejskich i związanym z tym spadkiem liczby zgłoszeń krajowych na rzecz zgłoszeń europejskich, w których Polska została wybrana jako kraj wyznaczony.
W roku 2022, Urząd Patentowy Rzeczypospolitej Polskiej udzielił 2 290 patentów na wynalazki. W tym samym roku, liczba zgłoszeń wynalazków osiągnęła poziom 3 323. Na dzień 31 grudnia 2022, łączna liczba patentów na wynalazki, które pozostawały w mocy, wyniosła 16 243.
Czas ochrony to:
- patent na wynalazek: 20 lat,
- prawo ochronne na wzór użytkowy: 10 lat,
- prawo ochronne na znak towarowy: 10 lat oraz kolejne okresy dziesięcioletnie (ale bez limitu liczby tych okresów),
- prawo z rejestracji wzoru przemysłowego: 25 lat,
- prawo z rejestracji topografii układu scalonego: 10 lat[9].

## Patenty regionalne i patenty w Unii Europejskiej
Europejski Urząd Patentowy jest regionalnym urzędem patentowym, udzielającym (na podstawie Konwencji o udzielaniu patentów europejskich) patentów obowiązujących w krajach należących do Europejskiej Organizacji Patentowej. Obecnie są to 32 państwa europejskie, w tym wszystkie kraje Unii Europejskiej. Innymi regionalnymi organizacjami patentowymi, które udzielają patentów obowiązujących w wielu powiązanych z sobą państwach, są:
- francuskojęzyczna Afrykańska Organizacja Własności Intelektualnej (franc. Organisation Africaine de la Propriété Intellectuelle – OAPI)
- angielskojęzyczna Afrykańska Regionalna Organizacja Własności Intelektualnej (ang. African Regional Industrial Property Organisation – ARIPO)
- Eurazjatycka Organizacja Patentowa (ang. Eurasian Patent Organization – EAPO, obejmująca byłe republiki radzieckie).

Obecnie w Komisji Europejskiej trwają też prace nad patentem wspólnoty, który w przeciwieństwie do patentu europejskiego, będącego w istocie wiązką niezależnych patentów krajowych, ma być jednorodny i autonomiczny na całym obszarze Unii Europejskiej. Decyzje w sprawach o naruszanie wynalazku chronionego patentem wspólnoty ma podejmować dwuinstancyjny scentralizowany Sąd Wspólnoty ds. Własności Przemysłowej (ang. Community Patent Court).

## Międzynarodowe prawo patentowe
Chociaż patenty, a raczej dekrety dające wynalazcy monopol na stosowanie wynalazku, udzielane były w różnych krajach i na różnych warunkach już w średniowieczu, dopiero XIX-wieczna rewolucja przemysłowa prowadząca do rozwoju handlu międzynarodowego była przyczynkiem do rzeczywistej ewolucji i stopniowej harmonizacji międzynarodowego prawa patentowego, które trwają do dziś.

### Konwencja paryska
Pierwszą międzynarodową umową patentową była Międzynarodowa konwencja o ochronie własności przemysłowej, zatwierdzona 20 marca 1883 w Paryżu przez przedstawicieli 11 państw założycielskich. Polska przystąpiła do konwencji 11 listopada 1919. W dniu 11 maja 2008 do konwencji paryskiej należały 172 państwa.
Zgodnie z postanowieniami konwencji paryskiej każdy, kto dokonał prawidłowego zgłoszenia wynalazku w jednym z państw konwencji, otrzymuje 12 miesięcy na zgłoszenie tego samego wynalazku w innym państwie konwencji z prawem przywołania daty pierwszeństwa z pierwszego prawidłowego zgłoszenia, z tym skutkiem, że dokonane w tym państwie w międzyczasie zgłoszenie takiego samego wynalazku przez inną osobę zostanie odrzucone.
Zgłoszenia z pierwszeństwem konwencyjnym są nadal najbardziej popularną formą międzynarodowej ochrony wynalazku, jeżeli intencją jego właściciela jest uzyskanie patentów jedynie w kilku krajach świata.
Po dokonaniu zgłoszenia kryteria zdolności patentowej wynalazku są rozpatrywane lokalnie zgodnie z ustawodawstwem danego kraju konwencji.

### Układ o współpracy patentowej (PCT)
Kolejną ważną międzynarodową umową patentową był Układ o współpracy patentowej (PCT), do którego należą 134 państwa (w tym Polska), przy czym członkami układu mogą być jedynie państwa, które ratyfikowały konwencję paryską.
Układ ten pozwala na lepsze oszacowanie wartości rynkowej wynalazku i prawdopodobieństwa uzyskania patentów. Umożliwia on także przesunięcie zasadniczych wydatków dalszej procedury zgłoszeniowej w czasie.

## Wynalazca z największą liczbą patentów
Shunpei Yamazaki ma 12 561 patentów.